# Бородинов (хутор)
Бородинов — хутор в Белокалитвинском районе Ростовской области.
Входит в состав Белокалитвинского городского поселения.

## География
Хутор расположен в 25 км (по дорогам) северо-западнее города Белая Калитва (райцентр), на левом берегу реки Северский Донец.
С северо-восточной стороны хутора берёт своё начало Государственная защитная лесополоса Белая Калитва (Каменск-Шахтинский) – Пенза.

### Улицы
- ул. Вербная,
- ул. Крайняя,
- ул. Лесная,
- ул. Морская,
- ул. Сосновая.

## Население
| 1989 | 2002 | 2010 |
| ---- | ---- | ---- |
| 270  | ↘219 | ↘173 |